# VHDL
VHDL (англ. VHSIC (Very high speed integrated circuits) Hardware Description Language) — мова опису апаратури інтегральних схем. Мова проектування VHDL є базовою мовою при розробці апаратури сучасних обчислювальних систем.
Мова VHDL створена як засіб опису цифрових систем, однак існує підмножина мови — VHDL AMS (аналогових та змішаних сигналів), що дозволяє описувати як чисто аналогові, так і змішані, цифро-аналогові схеми.

## Історія
Мову VHDL було розроблено в 1983 р. на замовлення Міністерства оборони США з метою формального опису логічних схем для всіх етапів розробки електронних систем, починаючи модулями мікросхем і закінчуючи великими обчислювальними системами.
Спочатку мова призначалася для моделювання, але пізніше з неї було виділено підмножину, яка синтезується. Написання моделі на цій підмножині дозволяє автоматично синтезувати схеми, функціонально еквівалентні вихідній моделі. Засобами мови VHDL можливе проектування на різних рівнях абстракції (поведінковому або алгоритмічному, регістрових передач, структурному), відповідно до технічного завдання і уподобань розробника. У мову закладено можливість ієрархічного проектування, яка максимально реалізує себе в екстремально великих проектах за участю великої групи розробників. Можливо виділити наступні три складові частини мови: алгоритмічну — засновану на мовах Ada і Паскаль, що додає мові VHDL властивості мов програмування; проблемно орієнтовану, яка і перетворює VHDL на мову опису апаратури; і об'єктно-орієнтовану, яка інтенсивно розвивається останнім часом.
Стандартами 1987, 1991, 1993, 1996, 1997, 1999, 2000, 2002 і 2008 років закріплені багато удосконалень мови. Так, наприклад, починаючи зі стандарту VHDL-2000, мова набуває основ об'єктно-орієнтованої парадигми. Стандарт VHDL-93 є останнім повністю підтримуваним засобами САПР стандартом.[джерело?]

## Стандарти
- IEEE Std 1076–2002 IEEE Standard VHDL Language Reference Manual

Sponsor: Design Automation Standards Committee of the IEEE Computer Society,
Approved: 26 July 2002, American National Standards Institute,
Approved: 21 March 2002, IEEE-SA Standards Board
- IEEE Std 1076–2008 IEEE Standard VHDL Language Reference Manual

Approved: 26 September 2008 IEEE SA-Standards Board
- ГОСТ Р 50754-95 Мова опису апаратури цифрових систем VHDL. Опис мови.

## Верифікація у VHDL
На основі мови VHDL'2008 розроблена система верифікації цифрових функціональних блоків OS-VVM, яка дозволяє реалізувати функціональне покриття і керовану генерацію псевдовипадкових тестів. У рамках OS-VVM написано кілька VHDL пакетів з відкритими вихідними кодами, які дозволяють досить просто виконувати генерацію псевдовипадкових тестів і інтелектуальне функціональне покриття в своїх проектах, використовуючи функції, описані в пропонованих пакетах CoveragePkg і RandomPkg. OS-VVM надає аналогічні можливості, які існують в інших мовах верифікації (SystemVerilog або електронній).

## Відкрите апаратне забезпечення, що використовує VHDL
На мові VHDL створені описи відкритих мікропроцесорів ERC32 (SPARC V7) і LEON (SPARC V8). Початковий код доступний під ліцензіями LGPL і GPL відповідно.